# Alain Raës
Pour les articles homonymes, voir Raës.
Alain Raës, né le 26 mars 1947 à Roubaix et mort le 22 juin 2023 à Lille,, est un pianiste français.

## Biographie
Alain Raës fait ses études musicales à la Schola Cantorum et entre au Conservatoire national supérieur de musique de Paris en 1965. Élève de Lélia Gousseau, il obtient cinq ans plus tard un 1er Prix de piano, puis se destine aux concours internationaux.
Il a travaillé l'analyse musicale avec Jacques Castérède.
Il se produit en récital en France et à l'étranger (Turin, Suisse romande), et avec orchestre sous la direction de Ferdinand Leitner et l'Orchestre Symphonique de Vienne, celle de Jean-Claude Casadesus et l'Orchestre de Lille, de l'Orchestre Philharmonique Mihail Jora sous la direction de Damien Top, ou encore Jean-Marc Cochereau et Jacques Mercier.
Il a enseigné le piano au conservatoire de Lille, au conservatoire de Douai et également l'analyse musicale au conservatoire de Roubaix tout en poursuivant sa carrière de concertiste.
Il était membre de la Société des sciences, de l'agriculture et des arts de Lille.

### Vie privée
Alain Raës était marié à Emmanuelle Raës, directrice de l'Orchestre de Douai, et est le père du pianiste Tristan Raës et du violoniste Florestan Raës.

## Prix
- 1972 : 1er Prix de musique d'ensemble dans la classe de Maurice Crut ;
- 1973 : Grand "Prix Spécial Suisse" du Concours International de Genève.

## Discographie
Spécialisé dans le répertoire de musique française, on lui doit une intégrale de la musique pour piano d'Arthur Honegger (1976) et d'Albert Roussel. Alain Raës a également enregistré des œuvres de Florent Schmitt, Francis Poulenc, Jules Massenet avec le ténor Damien Top. Il crée également en 1996 le premier concerto pour piano d'Omar Yagoubi avec l'Orchestre Symphonique de Douai dirigé par Stéphane Cardon.
Il a enregistré plusieurs albums avec le clarinettiste Claude Faucomprez, notamment :
- Sonates françaises pour clarinette et piano avec Claude Faucomprez (clarinette) et Alain Raës (piano), (Harmonia Mundi, Black label, LP HM B 5121, 1982)
- Weber : La musique de chambre avec clarinette avec Claude Faucomprez (clarinette) et Alain Raës (piano), et le quatuor Lalo, (Solstice, 1993)